# Clemenz öppning
Den här artikeln använder algebraisk schacknotation för att beskriva schackdragen.
Clemenz öppning är en ovanlig schacköppning som definieras av draget:
1. h3
Draget är ett av totalt tjugo möjliga sätt att inleda ett parti på.
Öppningen är uppkallad efter den estniske schackspelaren Hermann Clemenz. Clemenz öppning spelas mycket sällan i turneringar, ännu sparsammare än exempelvis Anderssens öppning.
Öppningen innebär ringa utveckling av pjäser och kontroll av centrum, likt de flesta oregelbundna flanköppningarna. Speciellt för flanköppningar på kungssidan, med Grobs attack i spetsen, är att kungsflanken försvagas. Det finns få incitament att frivilligt skapa svagheter i det egna lägret, varför öppningen inte ofta åtnjuter schackspelares gunst.